# Max Hartmann
Maximilian (Max) Hartmann, född 7 juli 1876, död 11 oktober 1962, var en tysk zoolog.
Hartmann blev professor vid Berlins universitet 1909 och vid Kaiser-Wilhelm-Institut 1914. Han behandlade i sina arbeten huvudsakligen urdjur. Bland Hartmanns skrifter märks Praktikum der Bakteriologie und Protozoologie (1907, tillsammans med Karl Kisskalt, 5:e upplagan 1928), Die Konstitution der Protistenkerne (1911), Die pathogenen Protozoen (tillsammans med Claus Schilling 1917), samt Allgemeine Biologie (1927). Hartmann var redaktör för Archiv für Portistenkunde och medredaktör av Zoologische Jahrbücher med mera.